# Gamble-Gletscher
Der Gamble-Gletscher ist ein Gletscher in der antarktischen Ross Dependency. In den Churchill Mountains fließt er vom Chapman-Schneefeld in nordwestlicher Richtung zwischen dem Green-Nunatak im Südwesten und dem Keating-Massiv im Nordosten.
Das New Zealand Antarctic Place-Names Committee benannte den Gletscher am 27. Februar 2003 nach dem irischen Geologen John Alan Gamble von der Victoria University of Wellington, der in den 1980er Jahren umfassende Studien zum Vorkommen von Xenolithen am Kap Crozier und am Kap Bird auf der Ross-Insel durchgeführt und am neuseeländisch-britisch-US-amerikanischen Projekt zur Erkundung der Vulkane im Marie-Byrd-Land (West Antarctic Volcano Exploration, 1989–1992) teilgenommen hatte.